# Стерџис (Саскачеван)
Стерџис (енгл. Sturgis) је урбано насеље са административним статусом варошице у источном делу канадске провинције Саскачеван. Насеље лежи на важном раскршћу магистралних друмова 9, 49 и 664 на око 95 km северно од града Јорктона, односно свега десетак километара источно од варошице Присвил.

## Историја
Насељавање области око данашњег насеља интензивно је почело након 1902, а првобитно насеље носило је име Стенхоуп. Након што је 1908. у насељу основана пошта променило је име у Стерџис. Железница је прошла кроз ново насеље у септембру 1911, и већ следеће године насеље је било довољно велико да административно буде уређено као село. Непосредно пре Другог светског рата Стерџис је имао 350 становника. Број становника је наставио да расте и у послератним годинама што је Стерџису 1951. донело административни статус провинцијске варошице. 

## Привреда
Најважнија привредна делатност у насељу и околини је пољопривреда. Посебно се узгајају житарице, говеда и свиње. Развијена је и експлоатација и прерада дрвета. 

## Демографија
Према резултатима пописа становништва из 2011. у варошици је живело 620 становника у укупно 341 домаћинству, што је за 7,8% више у односу на 575 житеља колико је регистровано приликом пописа 2006. године.
| 2001. | 2006. | 2011. |
| ----- | ----- | ----- |
| 627   | 575   | 620   |